# (16969) Helamuda
(16969) Helamuda est un astéroïde de la ceinture principale.

## Description
(16969) Helamuda est un astéroïde de la ceinture principale. Il fut découvert le 29 octobre 1998 à Heppenheim par l'observatoire de Starkenburg. Il présente une orbite caractérisée par un demi-grand axe de 3,24 UA, une excentricité de 0,16 et une inclinaison de 2,6° par rapport à l'écliptique.

## Compléments